# Rosszeehond
De Rosszeehond (Ommatophoca rossii) is een op het pakijs in de Zuidelijke Oceaan veel voorkomende zeehondensoort. De soort is genoemd naar de Rosszee, een deel van de Zuidelijke poolzee.

## Kenmerken
Rosszeehonden zijn duidelijk kleiner dan andere zeehondensoorten. Ze worden ongeveer 2 meter lang en bereiken een gewicht van 200 kilo. De bovenkant van het lichaam is donkerbruin en de onderkant zilverachtig wit. Van dichtbij is deze zeehond makkelijk herkenbaar aan de grote ogen, die een doorsnede van 7 cm hebben.

## Leefgebied
Terwijl weddellzeehonden en zeeluipaarden in de antarctische zeeën veel voorkomen is de Rosszeehond een zeldzaam dier waar weinig onderzoek naar is gedaan. Het dier komt voor rond het gehele antarctische continent en dus niet alleen in de Rosszee, zoals de naam zou doen vermoeden. Als enige robbensoort verlaat het nooit de Antarctische wateren, maar blijft steeds aan de rand van het pakijs.

## Leefwijze
De Rosszeehond is een solitair dier dat duikt naar inktvissen en vissen.
Hierbij is het meer dan andere robbensoorten gespecialiseerd in het vangen van inktvissen, die ongeveer een derde deel van het voedsel uitmaken. Net als andere robbensoorten wordt op de Rosszeehond gejaagd door zwaardwalvissen en zeeluipaarden.
De Rosszeehond is in staat kwetterende geluiden te maken die onder water ver dragen. Het nut van deze geluiden is onbekend.